# Hermann Ubell
Hermann Eugen Ubell (* 3. März 1876 in Graz; † 13. August 1947 in Linz) war ein österreichischer Kunsthistoriker, Archäologe und Museumsleiter.

## Leben
Hermann Ubell studierte klassische Altertumskunde bei Wilhelm Gurlitt an der Universität Graz und wurde 1900 promoviert. Er erhielt ein Rom-Stipendium und unternahm Studienreisen nach Italien und Griechenland. 1903 wurde er als Nachfolger Andreas Reischeks wissenschaftlicher Mitarbeiter und Kustos am  Oberösterreichischen Landesmuseums. Von 1908 bis zu seiner Pensionierung 1937 war er Direktor des Oberösterreichischen Landesmuseums.
Er verfasste unter anderem Monografien zur griechischen Kulturgeschichte und betätigte sich auch selbst als Lyriker. Außerdem schrieb er einige wissenschaftliche Beiträge zur Kunstgeschichte in Oberösterreich.
Die letzten Lebensjahre verbrachte er zurückgezogen in Linz, wo er auch verstarb. Seinen Nachlass beherbergt das Stifterhaus in Linz.

## Publikationen (Auswahl)
- Geschichte der kunst- und kulturhistorischen Sammlungen des oberösterreichischen Landesmuseums. Linz 1933, S. 181–344 (ooegeschichte.at [PDF]).